# Brazen (Schiff, 1931)
HMS Brazen (H80) war ein Zerstörer der B-Klasse, der im April 1931 in den Dienst der britischen Royal Navy kam. Im Zweiten Weltkrieg wurde der Zerstörer mit den beiden Battle Honours „Norway 1940“ und „English Channel 1940“ ausgezeichnet.
Bei der Sicherung eines Küstenkonvois wurde die Brazen am 20. Juli 1940 durch deutsche Sturzkampfbomber in der Straße von Dover vor Folkestone versenkt.

## Geschichte des Schiffes
Als Teil der zweiten Zerstörerklasse der Royal Navy, die nach dem Ende des Ersten Weltkriegs gebaut wurde, wurde die Brazen mit ihrem Schwesterschiff Boreas am 22. März 1929 bei der Werft Palmers in Jarrow am Tyne bestellt. Die Aufträge für die sechs weiteren Zerstörer und den fast baugleichen Flottillenführer Keith der B-Klasse gingen an vier andere Werften. Dabei entstanden vier Schiffe ebenfalls am Tyne bei Hawthorn Leslie in Hebburn bzw. Swan Hunter in Wallsend.
Die Kiellegung der beiden Zerstörer Boreas und Brazen erfolgte bei Palmers am 22. Juli 1929 unter den Baunummern 996 und 997. Der Stapellauf der Brazen fand eine Woche nach der Boreas am 25. Juli 1930 statt. Von der Royal Navy wurde der Zerstörer dann acht Wochen nach dem Schwesterschiff am 8. April 1931 übernommen.
Der neue Zerstörer war das sechste Schiff der Royal Navy mit dem Namen Brazen. Zuletzt
hatte ein 30-Knoten-Zerstörer den Namen in der Navy von 1900 bis 1919 geführt. Die alte in Clydebank gebaute Brazen war seit 1912 der C-Klasse zugeordnet worden und diente im Ersten Weltkrieg bei der Küstensicherung in der Themse-Mündung.

### Einsatzgeschichte
Die Brazen und die anderen zwischen Februar und Juni 1931 in Dienst gestellten Schiffe der neuen Klasse ersetzen ältere Zerstörer der V- und W-Klasse in der „4th Destroyer Flotilla“ bei der Mediterranean Fleet. 1936 wurde die Flottille mit den Zerstörer der B-Klasse zur Home Fleet verlegt. Wegen der zunehmenden politischen Spannungen verlegten einzelne Schiffe der Flottille zeitweise auch nach Gibraltar und beteiligten sich an den sogenannten Neutralitätspatrouillen vor den spanischen Küsten wegen des Spanischen Bürgerkriegs. Anfang 1939 wurde die Brazen wie andere Einheiten der Klasse jedoch Teil der Reserveflotte, weil in der Zwischenzeit eine Vielzahl modernerer Zerstörer in Dienst gestellt worden waren. Im Juni 1939 nahm das wieder aktivierte Schiff an den Versuchen zur Rettung des vor Liverpool gesunkenen britischen U-Boots Thetis teil.

### Kriegseinsätze
Bei Kriegsbeginn war der Zerstörer wieder reaktiviert und wurde der 19. Zerstörerflottille zugeordnet. Zu seinen Aufgaben gehörte insbesondere die Sicherung von Geleitzügen und Kriegsschiffen in den Gewässern rund um die Britischen Inseln sowie Patrouillen in der Straße von Dover.
Im Jahr 1940 war die Brazen meist in der Nordsee zur Sicherung von Ostküstenkonvois und von Minenlegeoperationen im Einsatz.
Im April 1940 wurde der Zerstörer dann bei der versuchten Abwehr der deutschen Landung in Norwegen (Unternehmen Weserübung) zur Deckung von Schiffen der Home Fleet eingesetzt. Dabei konnte er am 15. April, zusammen mit dem Zerstörer Fearless, vor dem Vågsfjord U 49 mit Wasserbomben versenken. Die beiden Zerstörer retteten 41 Mann der U-Boot-Besatzung und fanden in auftreibenden Gegenständen einige Dokumente und eine Marinequadratkarte. Hauptsächlich wurde der Zerstörer während der Norwegeneinsätze zur Sicherung der Nachschubgeleite eingesetzt.

### Das Ende derBrazen
Ende Mai 1940 verlegte die Brazen in die südliche Nordsee. Auf dem Marsch nach Harwich kam es im Wash zu einer Grundberührung. Die Beseitigung der entstandenen Schäden verhinderte eine Beteiligung der Brazen an der Evakuierung der um Dünkirchen eingekesselten alliierten Truppen (Operation Dynamo). Der Zerstörer wurde nach der fünfwöchigen Reparatur zur „1st Destroyer Flotilla“ in Portsmouth versetzt. Seine Hauptaufgabe war jetzt die Sicherung kleiner Küstengeleite im Ärmelkanal. In der ersten Phase der Luftschlacht um England richteten sich die Angriffe der deutschen Luftwaffe hauptsächlich gegen diese Küstengeleite.
Brazen verstärkte mit einem U-Jagdtrawler im Kanal den Konvoi CW.7, der bislang schon von den Zerstörern Boreas, Versatile und Windsor gesichert wurde, als am 21. Juli 1940 vor Dover Ju 87 Stukas der II. Gruppe/Sturzkampfgeschwader 1 angriffen. Durch Nahtreffer wurde die Brazen schwer beschädigt und manövrierunfähig. Boreas übernahm die Besatzung des Schwesterschiffs. Ein eintreffender Schlepper nahm den kampfunfähigen Zerstörer an den Haken. Er sank im Schlepp nach einem direkten Bombentreffer auf 51° 1′ N, 1° 17′ O.
Nur ein Besatzungsmitglied kam bei den Luftangriffen auf das Schiff und bei seinem Untergang ums Leben.